# Geoffrey Groselle
Geoffrey Groselle (Plano, 12 febbraio 1993) è un cestista statunitense naturalizzato polacco.

## Carriera
Con gli Stati Uniti ha disputato i Giochi panamericani di Lima 2019.

## Palmarès

### Squadra
- Campionato polacco: 1

Trefl Sopot: 2023-24
- Coppa di Polonia: 1

Zielona Góra: 2021
- Supercoppa polacca: 1

Zielona Góra: 2020

### Individuale
- Polska Liga Koszykówki MVP: 1

Zielona Góra: 2020-21